# Fabian renser Kakkelovn
Fabian renser Kakkelovn er en dansk stum komediefilm fra 1910 produceret af Nordisk Films Kompagni. Filmens instruktør er ukendt.
Filmen indgik en en serie af filmfarcer produceret af Nordisk Film med Victor Fabian i hovedrollen.
Filmen blev i tysktalende lande distribueret som Fabian als Ofenreiniger.

## Handling
Hr. Fabian forsøger hjælpsomt og opfindsomt at hjælpe sin hustru med at rense familiens kakkelovn, men hustruen er ikke ganske tilfreds med Fabians metoder.

## Medvirkende
- Victor Fabian
- Christian Schrøder